# Грискирхен
Грискирхен град је у Аустрији, смештен у северозападном делу државе. Значајан је град у покрајини Горња Аустрија, где је седиште истоименог округа Грискирхен.

## Природне одлике
Грискирхен се налази у северозападном делу Аустрије, 230 км западно од Беча. Главни град покрајине Горње Аустрије, Линц, налази се 50 km источно од града.
Град Грискирхен се сместио у валовитом подручју средишње Горње Аустрије. Надморска висина града је око 335 m. 

## Становништво
| 1971. | 1981. | 1991. | 2001. | 2011. |
| ----- | ----- | ----- | ----- | ----- |
| 4.534 | 4.814 | 4.960 | 4.802 | 4.870 |

Данас је Грискирхен град са око 4.800 становника. Последњих деценија број градског становништва стагнира.

## Галерија
- Дворац Парз
- Куће на главном тргу
- Градска железничка станица